# Heimat
Heimat is een Duits woord dat over het algemeen aan het thuisland refereert. Het woord kan echter ook de Heimat, de eigen vertrouwde omgeving of geboortegrond van ieder ander volk of andere persoon aanduiden. 

## Concept Heimat
Het idee van de Heimat is moeilijk te definiëren, vooral omdat het een emotionele band met een bepaald gebied inhoudt. In het kort betekent het alle levensomstandigheden waar een persoon emotionele binding mee voelt, voornamelijk omdat hij of zij hier is opgegroeid. De Heimat is dan ook niet als afgebakend gebied aan te wijzen, omdat het geen concrete plek aanduidt maar ook bijvoorbeeld personen kan omvatten. Het Nederlands heeft geen vergelijkbaar woord voor Heimat, het kent alleen nog enkele woorden die het woord 'heim' bevatten, zoals 'heimwee'. In België wordt af en toe het woord 'heimat' dan ook onvertaald voor dit begrip gebruikt; in het Groene Boekje komt het woord ook voor met als Nederlands meervoud: 'heimatten'. Heimwee betekent dat men terug wil naar de eigen vertrouwde omgeving, men zou de Heimat dus ook als de eigen vertrouwde omgeving kunnen zien. Ook hier is het niet mogelijk een exacte plek aan te wijzen.
De Heimat is altijd een belangrijk concept geweest in de Duitse cultuur, met name tijdens de Romantiek. Ook de Duitse eenwording en de Eerste en Tweede Wereldoorlog draaiden om het idee om alle Duitsers in een grote Duitse Heimat te laten leven.